# Unió Democràtica del País Valencià
Unió Democràtica del País Valencià (Unión Democrática del País Valenciano en castellano, UDPV) fue un partido político español, cuyo ámbito de actuación era la actual Comunidad Valenciana, de ideología democratacristiana y nacionalista valenciana, y que actualmente se define como una asociación inspirada en el personalismo comunitario, que tiene por objeto impulsar iniciativas y realizar actividades que sirvan para transformar la vida cultural, cívica y política del País Valenciano.
Nació en la clandestinidad en 1962 a raíz de los contactos que tuvieron en la Universidad de Valencia miembros de plataformas valencianistas diversas reunidos en el Aula Ausiàs March, como Vicent Miquel, Rafael Ninyoles, Josep Raga, Lluís Alpera, Ernest Serna y Màrius Viadel, la mayoría de ellos de orientación democristiana. Tenía unos 50 militantes, entre los dirigentes más destacados se encontraban Vicente Ruiz Monrabal, Vicent Diego, Francesc Fayos y Empar Escrivà. Recibieron el apoyo de antiguos miembros no sólo de la Derecha Regional Valenciana (como Joaquín Maldonado, José Duato Chapa, Vicent Andreu y Andreu Escrivà), sino también de Acció Valenciana, como Robert Moròder.

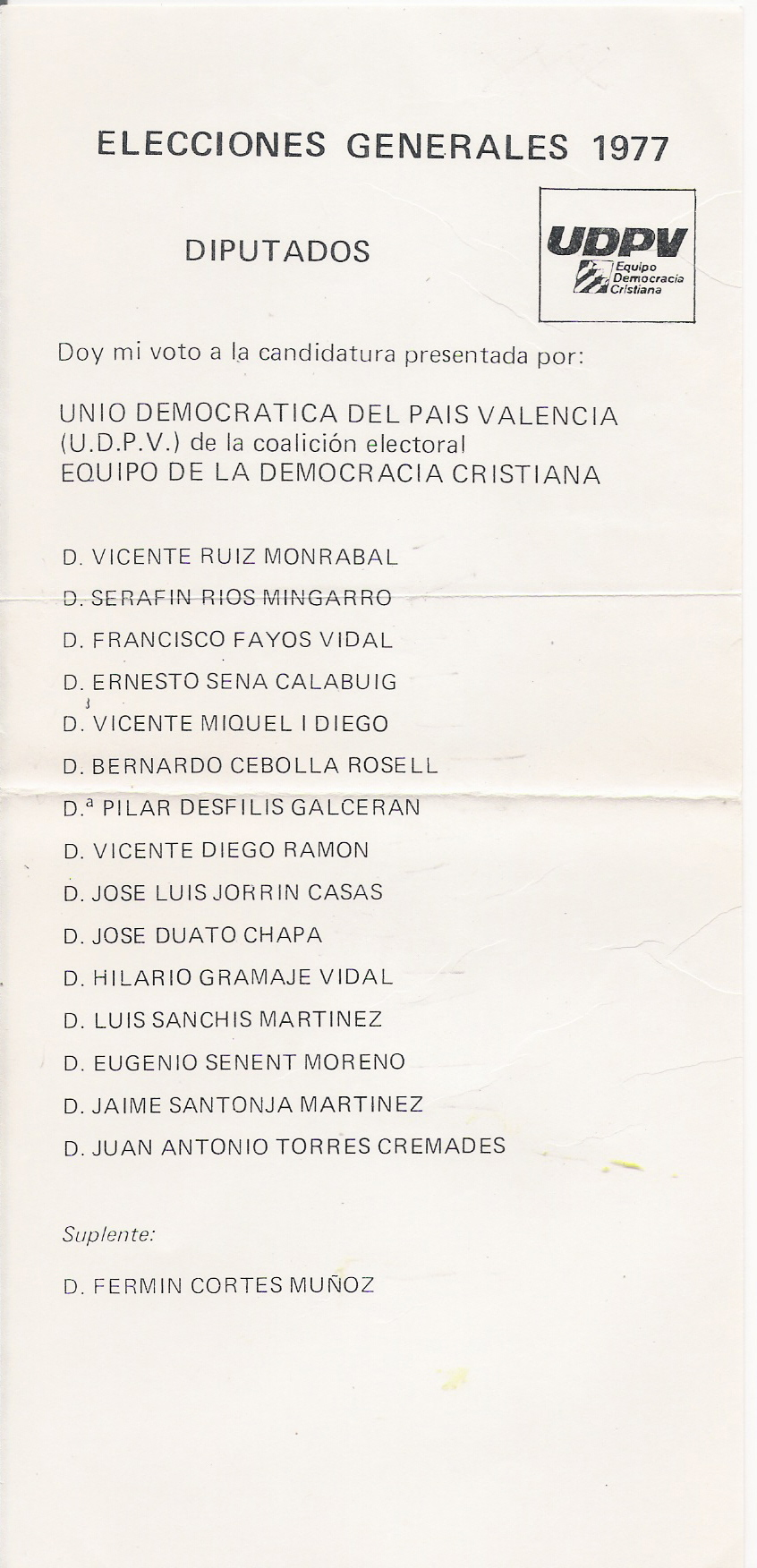
Papeleta de la UDPV al Congreso por la provincia de Valencia, en las elecciones de 1977.

Las reuniones fundacionales se celebraron en mayo del 1964, junto con el primer Congreso, y firmó un pacto de colaboración con Unió Democràtica de Catalunya en mayo de 1965. En colaboración con militantes comunistas, participó en la campaña contra el referéndum franquista de 1968. También mantuvo algunos contactos con el Partit Socialista Valencià. En marzo de 1973 asistió a las Primeras Jornadas de la Equipo Democratacristiano del Estado Español (EDCEE) en la abadía de Montserrat, ingresando en el Equipo en noviembre de dicho año.
En 1974 y 1976 celebró su segundo y tercer congreso respectivamente. Hacia el fin del franquismo, la UDPV formó parte de las diferentes agrupaciones antifranquistas valencianas como la Taula Democràtica del País Valencià (Mesa Democrática del País Valenciano), del Consejo Democrático del País Valenciano (1974) y, más tarde, de la Taula de Forces Polítiques i Sindicals del País Valencià (Mesa de Fuerzas Políticas y Sindicales del País Valenciano). En las elecciones generales de 1977 se presentó como parte de la candidatura del Equipo de la Democracia Cristiana, el cual, si bien obtuvo mejores resultados que en conjunto de España, solo obtuvo 48 463 votos (2,6 %) en la actual Comunidad Valenciana y ninguna representación, lo que supuso su extinción como partido. Un sector del partido, encabezado por Vicent Ruiz Monrabal se integró en la UCD en octubre de 1977, en tanto que otros militantes terminaron en el Partit Nacionalista del País Valencià. Actualmente sobrevive como asociación y no como partido político.